# 孝南区
孝南区（こうなん-く）は中華人民共和国湖北省孝感市に位置する市轄区。

## 行政区画
- 街道:書院街道、新華街道、広場街道、車站街道
- 鎮:新鋪鎮、西河鎮、楊店鎮、陡崗鎮、肖港鎮、毛陳鎮、三汊鎮、祝站鎮
- 郷:朋興郷、臥竜郷、閔集郷